# Ray's Hell Burger

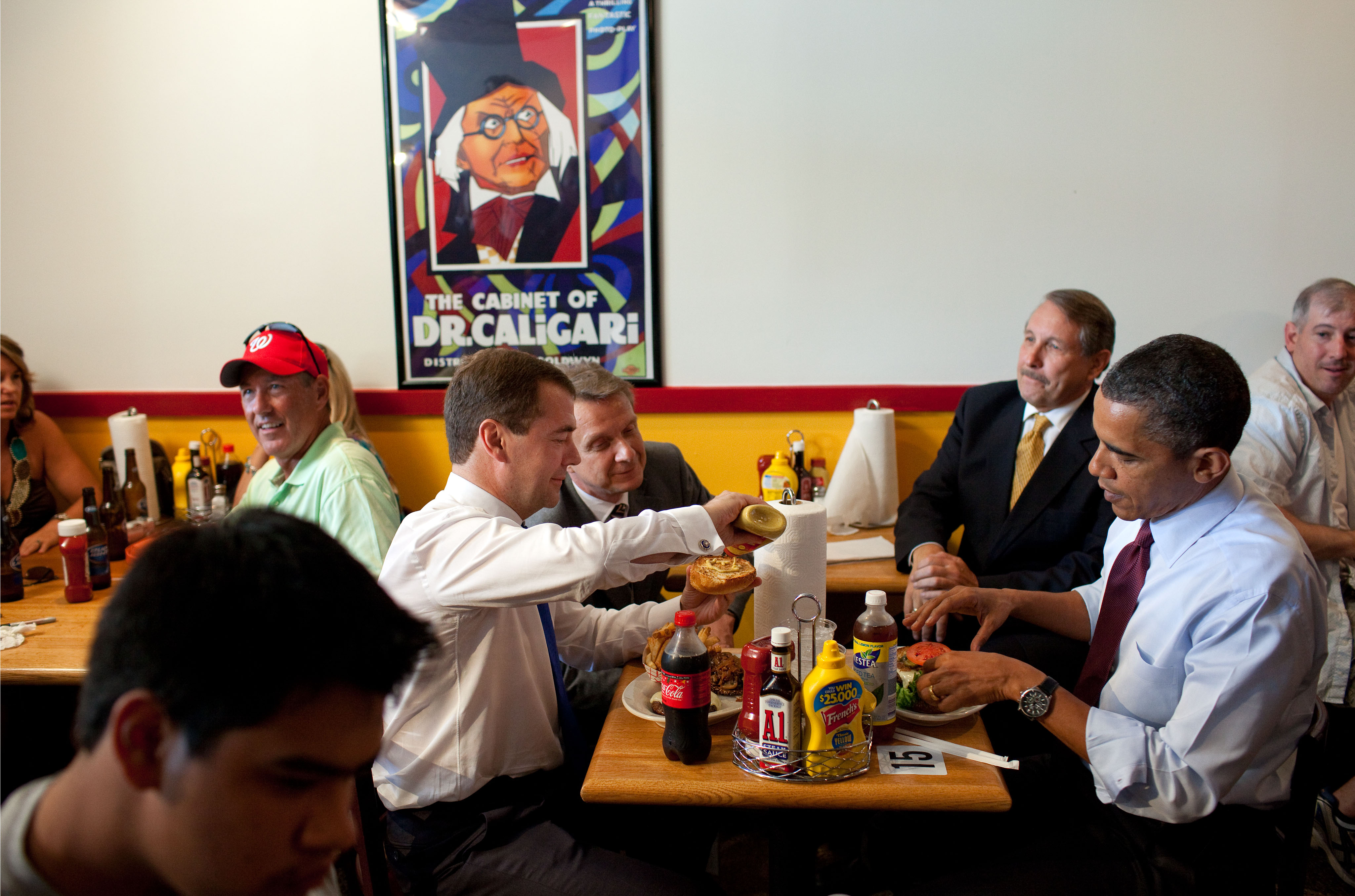
Reunión de Obama y Dmitri Medvédev en Ray's Hell Burger en junio de 2010.

Ray's Hell Burger es una hamburguesería ubicada en Arlington, Virginia, Estados Unidos. El restaurante sirve hamburguesas en diversas variedades y sólo como plato principal. Se trata del tercer establecimiento hostelero establecido en Washington D. C. en propiedad de Michael Landrum, que también posee el steakhouse Ray’s the Steaks en Arlington y Ray’s the Classics.  "Ray" es el apodo dado a Landrum por una exnovia.  Landrum inauguró su establecimiento el 1 de julio de 2008, y a pesar de no establecer un sistema de relaciones públicas, la popularidad del local creció espectacularmente en 2009.

## Encuentro presidencial
El presidente de Estados Unidos Barack Obama invitó al presidente ruso Dmitri Medvédev a Ray's Hell Burger en junio de 2010. El presidente Obama también comió con el vicepresidente Joe Biden en mayo de 2009.  La primera visita presidencial causó un incremento de la clientela tal que obligó al dueño a expandirse adquiriendo un local adyacente.

## Características
Las hamburguesas que se sirven en Ric's Burger incluyen toppings como el foie gras, médulas asadas y queso brie doblemente cremoso. No se suele vender cerveza en el local, pero sin embargo se comercializa una cerveza de raíz de la Old Dominion Brewing Company así como Cheerwine soda.